# 강신주
강신주(姜信珠, 1967년 ~ )는 대한민국에서 철학을 이야기하는 사람이다. 대한민국 경상남도 함양에서 출생하였다. 연세대학교에서 화학공학 학사 학위를, 서울대학교에서 철학 석사 학위를, 연세대학교에서 철학 박사 학위를 취득하였다. 2007년부터 문사철(文史哲) 기획위원회의 위원으로 활동하고 있다.

## 생애
1967년, 경남 함양에서 태어났다.
연세대학교 화학공학과에 입학했는데, 제5공화국이 끝나고 제6공화국이 들어서자 지식인으로서 자괴감이 들어 대학원은 철학을 선택했다.

## 저서
- 장자의 철학
- 공자 & 맹자
- 장자 & 노자
- 동양의 고전을 읽는다
- 중국 철학 이야기
- 과학이 나를 부른다
- 스승 이통과의 만남의 대화
- 노자 국가의 발견과 제국의 형이상학
- 대한민국 청소년에게
- 생각하고 토론하는 중국 철학 이야기
- 장자 타자와의 소통과 주체의 변형
- 회남자 & 황제내경
- 철학적 시 읽기의 즐거움
- 장자 읽기의 즐거움 망각과 자유
- 철학 삶을 만나다
- 장자, 차이를 횡단하는 즐거운 모험
- 상처받지 않을 권리
- 철학 VS 철학
- 철학이 필요한 시간
- 철학적 시 읽기의 괴로움
- 관중과 공자
- 철학의 시대
- 김수영을 위하여
- 강신주의 맨얼굴의 철학 당당한 인문학
- 철학자, 철학을 말하다
- 강신주의 다상담1
- 강신주의 다상담2
- 강신주의 다상담3
- 강신주의 감정수업
- 망각과 자유
- 매달린 절벽에서 손을 뗄 수 있는가?
- 철학 VS 실천

## 출연 프로그램
- KBS 2TV《TV 특강》
- MBC 표준FM《김어준의 색다른 상담소》
- EBS FM《EBS 북카페》
- KBS 1TV《인문강단 락》
- SBS《힐링캠프》 강신주 편
- 딴지라디오《벙커1》 특강
- MBC《나 혼자 산다》13회
- tvN《어쩌다 어른》
- EBS 2TV《클래스e - 아낌의 인문학 <한 공기의 사랑>》
- KBS 1TV《이슈 픽 쌤과 함께》

## 기타 이력
- 중앙대학교 철학과 강사
- 한양대학교 철학과 전임강사
- 서강대학교 철학과 강사
- 동국대학교 철학과 겸임교수